# Sinopoda albofasciata
Sinopoda albofasciata là một loài nhện trong họ Sparassidae.
Loài này thuộc chi Sinopoda. Sinopoda albofasciata được miêu tả năm 2002 bởi Peter Jäger & Ono.